# Комитеты по корреспонденции

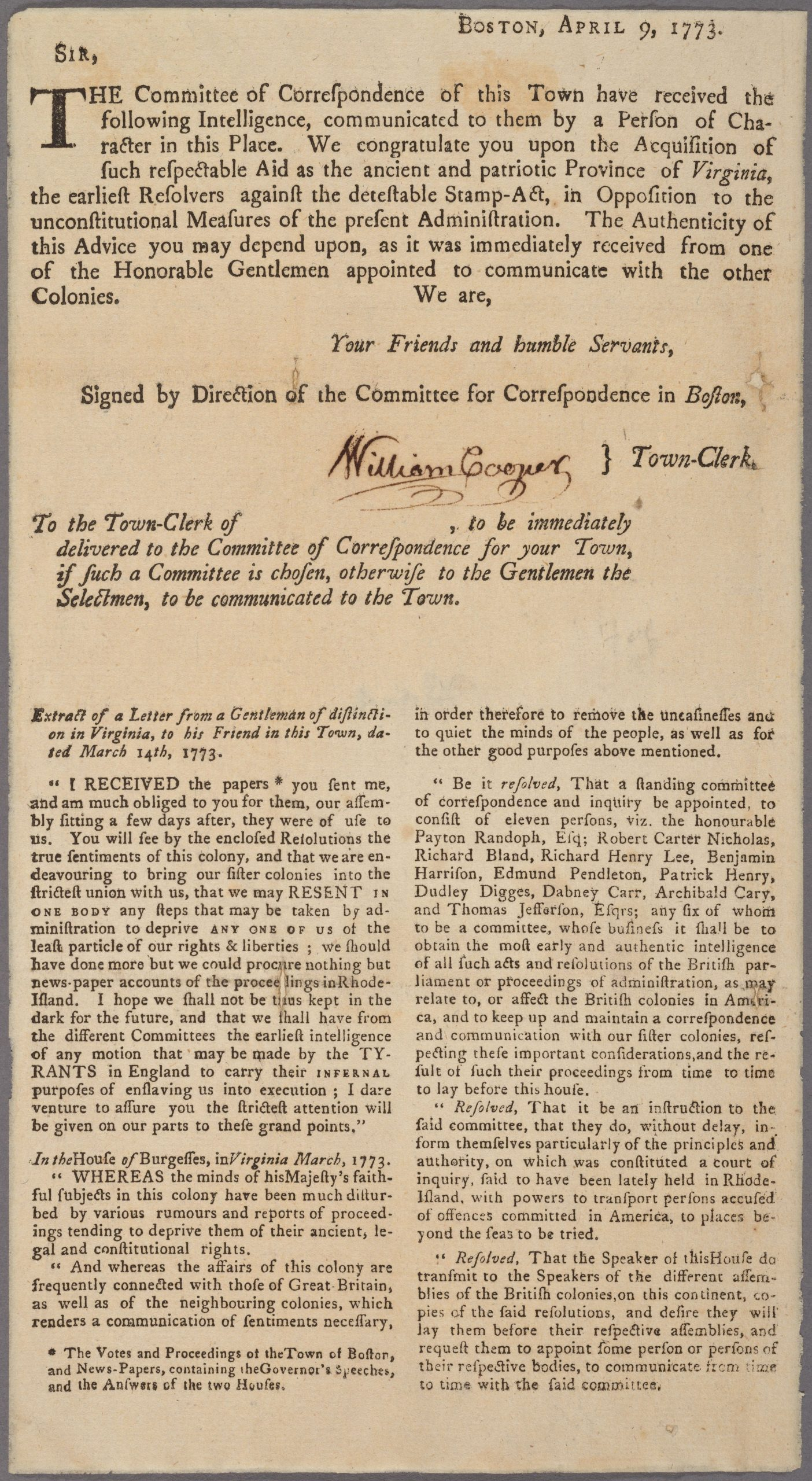
Циркулярное письмо бостонского комитета от 9 апреля 1773 года.

Комитеты по корреспонденции (англ. Committees of correspondence) — система комитетов, созданных законодательными собраниями Тринадцати американских колоний для координации действий внутри каждой колонии и между колониями для формирования общей политики в отношении Британского парламента. Первый постоянный комитет был организован в Массачусетсе по инициативе Сэмуэла Адамса в ноябре 1772 года. В марте 1773 года аналогичный комитет был создан в Вирджинии для обсуждения последствий Инцидент Гаспи. Впоследствии аналогичные комитеты были созданы во всех остальных колониях. Историк Джон Фиск назвал эту систему комитетов «зарождением Американского Союза». Они сыграли важную роль в объединении американских колоний. В 1774 году, после Бостонского чаепития и принятия репрессивных законом против Массачусетса, вирджинский комитет по корреспонденции призвал колонии созвать делегатов на Первый Континентальный конгресс. Большинство участников этого конгресса были членами комитетов.

## Ранние комитеты
Первые комитеты по корреспонденции появились в североамериканских колониях и на Карибах ещё в 1690-е годы. Обычно ассамблеи колоний формировали такие комитеты для ведения переписки со своими агентами, которые лоббировали интересы колоний в Лондоне. Эта система работала ещё в 1765-1766 годах, но потом стала неэффективна, и в марте 1770 года вирджинская Палата бюргеров распустила свой комитет. Кроме того, в особо важных случаях колонии обменивались циркулярными письмами: например, во время обсуждения Закона о сахаре в 1764 году, Гербового акта в 1765 году или Законов Таунсенда в 1767 году. Циркулярное письмо Массачусетса 1768 года оказалось настолько радикальным, что лорд Хиллсборо, секретарь по делам колоний, запретил ассамблеям его зачитывать, и это вызвало протесты некоторых Ассамблей, который заявили, что они имеют право вести переписку между собой. Вместе с тем, системы регулярной переписки в то время не существовало.

## Формирование комитетов в Массачусетсе
В августе 1772 года король Георг III издал закон, согласно которому судьи Массачусетса и губернатор колонии должны были получать зарплату от короля, а не от правительства колоний. Этот закон вызвал сильное возмущение, поскольку подрывал независимость судебной власти. Тогда Сэмуэл Адамс решил создать комитет по корреспонденции; он основывался, вероятно, на предложении богослова Джонатана Мэйхью, который в 1766 году советовал нечто подобное Джеймсу Отису. Мэйхью при этом опирался на опыт протестантских церквей: «Развитие хорошего взаимопонимания и сердечной дружбы между этими колониями кажется мне настолько необходимой частью благоразумия и хорошей политики, что нельзя упускать ни одну благоприятную возможность для этой цели... Вы слышали об объединении (communion) церквей:  ...когда я размышлял об этом в своей постели, великая польза и важность объединения колоний предстали передо мной в ярком свете, и побудили меня немедленно записать эти мысли и передать их вам». Замысел Мэйхью состоял в том, чтобы создать постоянную систему корреспонденции, чтобы колонии могли сообща защищать свои свободы.
В октябре 1772 года на городском собрании Бостона был сформирован комитет, который спросил губернатора, будут ли судьи оплачиваться согласно изданному королевскому закону, и заодно попросил созвать Ассамблею колонии, чтобы люди могли высказать свои мнения по этому вопросу. Однако, губернатор Хатчинсон отказался прокомментировать новый закон и отказался созывать ассамблею. Так получилось, что в момент социального напряжения колония оказалась фактически без правительства. Тогда на городском собрании Адамс предложил сформировать комитет по корреспонденции из 21-го человека, для того чтобы «отстаивать права колоний вообще и этой колонии в частности, как людей, как христиан и как подданных, и уведомлять города и весь мир о всех нарушениях и злоупотреблениях, что были или будут иметь место». Адамс полагал, что такие комитеты позволят добиваться своей цели лучше, чем обычная система правительства колонии. Губернатор Хатчинсон сначала презрительно высказался об этой затее, и сказал, что эти люди скоро станут всеобщим посмешищем.

Беспокойная фракция в этом городе тешит себя надеждами на новые волнения из-за зарплат, предложенных судьям Верховного суда. Они начали с привычного – созвали городское собрание. Их ожидания пока не оправдались, и даже в этом городе не смогли возмутить толпу; всё что им осталось - это поддерживать переписку в провинции между комитетами нескольких городов, что является настолько глупой затеей, что им неизбежно приходится выставлять себя на посмешище.
Оригинальный текст (англ.)– The restless faction in this town have pleased themselves with hopes of fresh disturbances from the salaries proposed for the judges of the Superior Court. The usual first step has been taken, a Town-Meeting. Hitherto they have fallen much short of their expectation, and even in this town have not been able to revive the old plan of mobbing; and the only dependence left is to keep up a correspondence through the Province by committees of the several towns, which is such a foolish sheme that they must necessarily make themselves ridiculous.
— Письмо Хатчинсона Джону Поунэллу от 13 ноября 1772 года.
Но ему пришлось изменить своё мнение: комитеты стремительно размножались, и к концу года их стало уже около 80-ти по всей колонии, их действия одобрялись населением, а их решения охотно выполнялись.
Комитеты стали своего рода законодательным органом, который опирался непосредственно на волю народа, и они, как показали события, оказались достаточно компетентны, чтобы управлять колонией. Они действовали непрерывно, и губернатор не имел возможности запретить или распустить их. Это было явление, неизвестное законам того времени, но и не нарушающее закон. Право городов Массачусетса советоваться друг с другом было таким же естественным правом, как и право на городские собрания. «Это самая отвратительная, самая хитрая и самая ядовитая змея, когда-либо вылупившаяся из яйца мятежа, — писал лоялист Дэниел Леонард, — Это источник бунта. Я видел маленькое семя, когда оно было посажено: это было горчичное зерно. Я наблюдал за растением, пока оно не превратилось в большое дерево. Самые мерзкие пресмыкающиеся, ползающие по земле, спрятаны в его корне; самые мерзкие птицы сидят на его ветвях. Я хотел бы, чтобы вы немедленно приступили к работе топорами и томагавками и срубили его по двум причинам: потому что оно вредно для общества, а так же потому, что если его срубит более сильная рука, оно раздавит тысячи при своём падении».

## Формирование комитетов в Северной Каролине
26 марта один из политиков Массачусетса,  Джозайя Куинси, прибыл в Северную Каролину и встретился около Уимингтона с Робертом Хау и Корнелиусом Харнеттом (которого он называл Сэмуэлом Адамсом Северной Каролины). Он провёл 5 дней в гостях у Харнетта, где ночью 30 марта они договорились разработать систему «континентальной корреспонденции». Подобное предложение за несколько дней до этого выдвинула Вирджиния, но известия об этом ещё не достигли Северной Каролины. На тот момент Северная Каролина ничего не предприняла в ожидании созыва Ассамблеи, и только в декабре, на второй день сессии, Джон Харви, спикер Ассамблеи предоставил Ассамблее резолюции Вирджинии, Массачусетса, Род-Айленда, Коннектикута и Делавэра. Хау, Харнетт и Джонстон создали комитет, который составил ответ на эти письма. Они полностью одобрили предложение Вирджинии и выдвинули кандидатов в члены комитета по корреспонденции: Джона Харви, Роберта Хау, Корнелиуса Харнетта, Уильяма Хупера, Ричарда Кэсвелла, Эдварда Вэйла, Джона Эша, Джозефа Хьюза и Самуэля Джонстона. Комитет должен был собирать самую актуальную и точную информацию и всех решениях британского парламента и всех решениях королевской администрации относительно колоний, поддерживать связь с другими колониями и передавать информацию Ассамблее.

### Статьи
- Benjamin Warford-Johnston. American Colonial Committees of Correspondence: Encountering Oppression, Exploring Unity, and Exchanging Visions of the Future (англ.) // The History Teacher. — Society for History Education, 2016. — Vol. 50, iss. 1. — P. 83-128.
- E. I. Miller. The Virginia Committee of Correspondence of 1773-1775 (англ.) // The William and Mary College Quarterly Historical Magazine. — Omohundro Institute of Early American History and Culture, 1913. — Vol. 22, iss. 2. — P. 99-113. — doi:10.2307/1914976.